# Cristina Calderón
Pour les articles homonymes, voir Calderón.
Cristina Calderón, née le 24 mai 1928 à Robalo sur l'île Navarino et morte le 16 février 2022 à Punta Arenas, est l'une des dernières représentantes du peuple yagan et la dernière locutrice native de la langue yagan, après la mort de sa sœur Úrsula en 2003, puis de sa belle-sœur Emelinda Acuña survenue le 12 octobre 2005.
Elle a écrit avec sa petite-fille Cristina Zarraga un livre de contes yagans, intitulé Hai Kur Mamashu Shis (Je veux te raconter une histoire) et publié en 2005 ; elle a également travaillé à un dictionnaire yagan. Elle a vécu à Villa Ukika près de Puerto Williams.
En 2009, elle est déclarée « trésor vivant » par l'UNESCO pour son rôle dans la préservation et la transmission de la langue et des traditions de son peuple.
Robert Lechêne a écrit, peu avant sa mort : « Quand Cristina Calderon s’éteindra et sera conduite au cimetière ancestral de la baie Mejillones, les télévisions de tous pays en diffuseront des images. À la différence de celle des Aushs, des Onas et des Alakalufs, la fin génétique des Yaghans ne sera pas une disparition mais un évènement d’audience mondiale. L’humanité saura qu’elle aura perdu une part d’elle-même, minuscule, mais depuis 6 000 ans la plus résolue à exister dans la plus inhumaine extrémité du globe. »